# Shūr Āb
Shūr Āb (persiska: شور آب سَر, Shūr Āb Sar, شور آب) är en ort i Iran.   Den ligger i provinsen Mazandaran, i den norra delen av landet, 200 km nordost om huvudstaden Teheran. Shūr Āb ligger 16 meter över havet och antalet invånare är 216.
Terrängen runt Shūr Āb är platt åt nordväst, men åt sydost är den kuperad. Runt Shūr Āb är det ganska tätbefolkat, med 72 invånare per kvadratkilometer. Närmaste större samhälle är Behshahr, 17,9 km öster om Shūr Āb. Trakten runt Shūr Āb består till största delen av jordbruksmark.